# جيسي وينشستر
جيسي وينشستر (بالإنجليزية: Jesse Winchester)‏ هو كاتب أغاني ومغني ومغن مؤلف وموسيقي أمريكي، ولد في 17 مايو 1944 في بوسير سيتي في الولايات المتحدة، وتوفي في 11 أبريل 2014 في شارلوتسفيل في الولايات المتحدة بسبب سرطان المريء.

## وصلات خارجية
- الموقع الرسمي
- جيسي وينشستر على موقع IMDb (الإنجليزية)
- جيسي وينشستر على موقع ميوزك برينز (الإنجليزية)
- جيسي وينشستر على موقع أول ميوزيك (الإنجليزية)
- جيسي وينشستر على موقع ديسكوغز (الإنجليزية)